# Lossodromia

Esempio di lossodromia che copre l'intero globo

La lossodromia (dal greco antico λοξóς?, loxós ("obliquo") e δρóμος, drómos («percorso»), da cui «percorso obliquo») in geometria solida è la spirale logaritmica che inviluppa i poli e che unisce due punti qualsiasi sulla superficie di una sfera.
In geografia e navigazione, la linea di lossodromia è una spirale che taglia i meridiani sulla superficie terrestre con lo stesso angolo.
È una delle entità notevoli della sfera insieme all'ortodromia (la linea più breve che unisce due punti sulla superficie della stessa).
La lossodromia fu dapprima discussa dal matematico portoghese Pedro Nunes nel Trattato in Difesa delle Carte Nautiche del 1537 e successivamente discussa da Thomas Harriot negli anni 1590.

## Principi
Un oggetto qualsiasi che si muove sulla superficie terrestre o nell'atmosfera subito sopra di essa che taglia tutti i meridiani con lo stesso angolo (ad esempio seguendo le indicazioni di una bussola) percorre questa curva chiamata lossodromia.
Nel caso in cui il cammino sia molto breve in confronto al raggio di curvatura della Terra o, più in generale, della superficie non piana che si sta percorrendo, la propria direzione apparentemente retta o rotta vera non si discosta molto dal cammino più breve ottenibile. In questo caso il percorso lossodromico è molto vicino a quello ortodromico, ovvero il percorso più breve tra due punti su una sfera.
Tuttavia se tra due punti molto distanti si mantiene una rotta con angolo costante, ovvero se si segue l'indicazione di una bussola, si percorrerà, in generale, una strada più lunga della minima distanza tra il punto di partenza e il punto di arrivo.
Solo nei casi particolari in cui il percorso lossodromico coincida con un tratto di equatore o con un tratto di meridiano esso allora coinciderà anche con un arco di circolo massimo e quindi collegherà i due punti con il cammino più breve percorribile.
Qui, come nel seguito, si farà l'ipotesi che l'altitudine dal livello del mare (o più precisamente in termini geofisici dall'ellissoide di riferimento o dal geoide) sia mantenuta costante e che i punti di partenza e di arrivo siano alla stessa altitudine. Da un punto di vista geometrico-matematico, questa richiesta equivale a limitare i possibili percorsi alle curve che appartengono a una superficie sferica assegnata.
Normalmente nei casi in cui si parla di rotte lossodromiche si può approssimare la superficie terrestre come una superficie sferica. Le ipotesi poste sono quelle che si realizzano praticamente in tutti i casi che riguardano la navigazione marittima, terrestre e la maggior parte della navigazione aerea. A titolo di controesempio, i lanci astronautici di navicelle spaziali non rientrano nelle ipotesi precedenti.
Si osservi che la linea retta non è un percorso possibile sulla superficie terrestre, sebbene sia quello che collega con la distanza più breve due punti. Questo è evidente dato che qualsiasi retta che parta da un punto di una superficie sferica, a cui si approssima la superficie terrestre, non gli appartiene, ma giace nel piano tangente alla superficie sferica passante per quel punto. Questo per precisare che sebbene un percorso avente angolo di rotta costante (lossodromico) venga tracciato su di una carta di Mercatore (vedi più avanti) come una retta, il percorso reale sarà una curva sghemba appartenente alla superficie terrestre: un qualunque percorso sulla superficie terrestre non potrà mai essere una retta.
Prolungando una lossodromia rispetto a due punti posti sulla sfera, questa si avvolge attorno ai poli Nord e Sud, che per la particolarità della curva logaritmica ne rappresentano l'asintoto.
Troviamo delle lossodromie particolari: il parallelo, l'equatore ed il meridiano. Rispettivamente con rotta circolare 90° o 270° sul parallelo e 0° o 180° sul meridiano.
La rotta lossodromica risulta facile da seguire: in assenza di ostacoli basta seguire mediante la bussola l'angolo corrispondente alla "prora vera", ovvero l'orientamento della nave con il meridiano passante per il centro della rosa della bussola. Nel passato la navigazione lossodromica è stata la navigazione maggiormente utilizzata in mare aperto (oltre a quella costiera a vista) e ancora oggi viene adottata in molti casi, in particolare per le brevi distanze in quanto la differenza di percorso non è notevole. Per esempio, la differenza tra percorso lossodromico e percorso ortodromico nel mar Mediterraneo non è apprezzabile.

## Lossodromia e carte geografiche

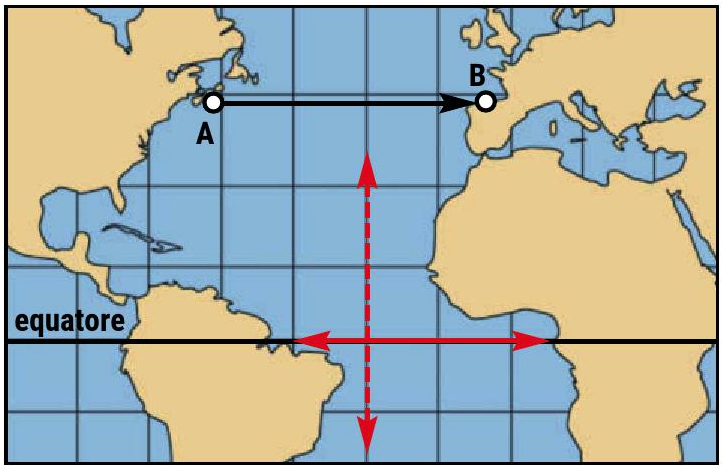
Lossodromia (proiez. di Mercatore)

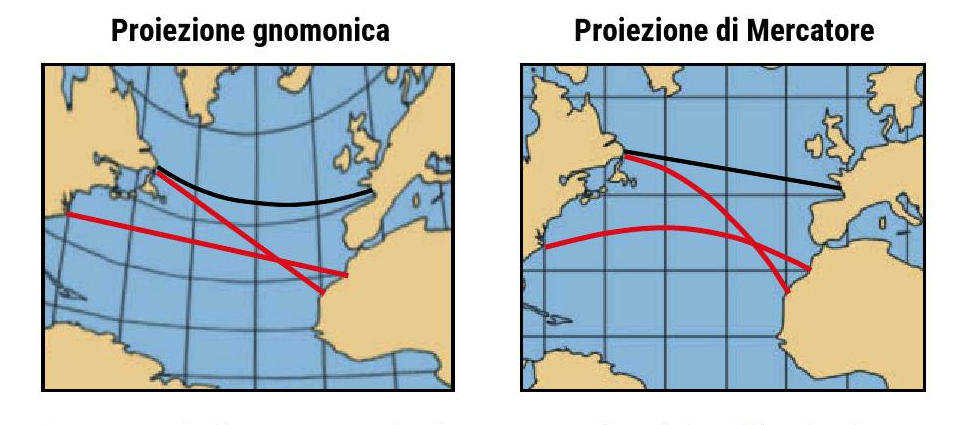
Lossodromia (tracciato sulle diverse proiezioni)

Vi è uno stretto legame tra la lossodromia e le carte geografiche, in particolare per le carte nautiche o aeronautiche.
Da un punto di vista geometrico vi è una correlazione dovuta al fatto che le difficoltà di trovare una rotta rettilinea e di riprodurre su un piano la superficie terrestre originano entrambi dal fatto che la superficie terrestre non sia piana.
Da un punto di vista più pratico è da notare che, proprio per facilitare la navigazione lossodromica, molte delle carte nautiche e aeronautiche vengono realizzate in modo che le linee rette su tali carte corrispondano ai percorsi che tagliano i meridiani con il medesimo angolo. Queste carte vengono dette isogone perché conservano gli angoli. Tra i metodi di proiezione che risultano isogoni, il più famoso, almeno dal punto di vista storico, è la proiezione di Mercatore.
In queste carte bisogna prestare particolarmente attenzione al fatto che se si vuole tracciare il percorso seguito da un oggetto che ha fatto un percorso in linea retta, sulla carta tale percorso non corrisponderà ad una linea retta. Questo è il caso, ad esempio, in cui si voglia segnare il percorso fatto da un'onda elettromagnetica emessa da un radiofaro o da un'altra fonte di segnali radio.

## Descrizione generale e matematica
L'effetto di seguire una rotta lossodromica sulla superficie del globo fu discussa per primo dal matematico portoghese Pedro Nunes nel 1537 nel suo Trattato in Difesa delle Carte Nautiche con ulteriore sviluppo matematico di Thomas Hariot nel 1590. Una linea lossodroma può essere messa a confronto con un cerchio massimo che è il percorso più breve tra due punti su una superficie sferica, ma il cui angolo non è costante. Se si guidasse un’automobile lungo un cerchio massimo si manterrebbe il volante al centro, al contrario, seguendo una curva lossodromica si dovrebbe ruotare il volante sempre di più, quanto più ci si avvicinasse ai poli. In altre parole un cerchio massimo è localmente "dritto" con curvatura geodetica nulla, laddove una curva lossodroma ha una curvatura geodetica non nulla. Meridiani di longitudine e paralleli di latitudine sono casi speciali di linea lossodroma, dove i loro angoli di intersezione sono rispettivamente 0º e 90º. Nel passaggio da Nord a Sud una rotta lossodroma coincide con un grande cerchio come accade anche da Est a Ovest lungo l'equatore. Su una mappa basata su una proiezione di Mercatore una curva lossodroma è una linea dritta; su una tale mappa una curva lossodroma può essere tracciata tra due punti qualsiasi sulla Terra senza andare oltre l'orlo della mappa. Teoricamente la lossodroma può estendersi oltre il bordo destro della mappa, continuando dal bordo sinistro con la stessa pendenza (assumendo che la mappa copra esattamente 360 gradi). Rotte che tagliano i meridiani ad angoli obliqui sono curve lossodromiche spiraleggianti verso i poli. Su una proiezione di Mercatore i poli si trovano all'infinito e non sono mai mostrati. Comunque una completa lossodroma su una mappa infinitamente alta consisterebbe di infiniti segmenti tra i due bordi. Su una mappa basata su una proiezione stereografica una lossodroma è una spirale equiangolare il cui centro è il polo Nord (o il polo Sud). Tutte le lossodrome costituiscono spirali da un polo all'altro. Presso i poli sono molto simili a spirali logaritmiche (su una proiezione stereografica lo sono esattamente) Così esse si avvolgono intorno ciascun polo un infinito numero di volte ma raggiungono il polo in una distanza finita. La lunghezza da polo a polo di una lossodroma è (assumendo una sfera perfetta) la lunghezza del meridiano diviso il coseno dell'angolo con la rotta rispetto al nord. Le lossodrome non sono definite ai poli.

### Derivazione matematica
Sia {\displaystyle \beta } l'angolo costante tra la rotta e il nord reale e {\displaystyle \lambda _{0}} sia la longitudine dove la lossodroma attraversa l'equatore. Sia {\displaystyle \lambda } la longitudine di un punto della lossodroma. Usando la proiezione di Mercatore la lossodroma sarà una linea dritta
{\displaystyle x=\lambda ,}
{\displaystyle y=m(\lambda -\lambda _{0}).}
Con pendenza {\displaystyle m=\cot(\beta )}. Per un punto con latitudine {\displaystyle \phi } e longitudine {\displaystyle \lambda } la posizione nella proiezione di Mercatore può essere espressa come
{\displaystyle x=\lambda ,}
{\displaystyle y=\tanh ^{-1}(\sin \phi ).}
Allora la latitudine del punto sarà
{\displaystyle \phi =\sin ^{-1}(\tanh(m(\lambda -\lambda _{0}))),}
oppure usando la funzione gudermanniana
{\displaystyle \phi ={\rm {{gd}({\mathit {m}}(\lambda -\lambda _{0}))}}}.
In coordinate cartesiane può essere semplificata a
{\displaystyle x=r\cos(\lambda )/\cosh(m(\lambda -\lambda _{0})),}
{\displaystyle y=r\sin(\lambda )/\cosh(m(\lambda -\lambda _{0})),}
{\displaystyle z=r\tanh(m(\lambda -\lambda _{0})).}
Trovare le lossodrome tra due dati punti può essere fatto graficamente su una mappa di Mercatore o risolvendo un sistema di due equazioni non lineare in due incognite {\displaystyle \tan(\alpha )} e {\displaystyle \lambda _{0}}. Ci sono infinite soluzioni; la più corta delle quali è quella che copre la vera differenza di longitudine, cioè non fa rivoluzioni extra e non va nella direzione sbagliata. La distanza tra due punti misurata lungo una lossodroma è semplicemente il valore assoluto della secante dell'angolo di rotta (azimuth) moltiplicato per la distanza Nord Sud (eccetto per circoli di latitudine per cui la distanza diventa infinita). Le precedenti formule assumono una Terra sferica; le formule per lo sferoide sono naturalmente più complicate ma non in modo irrimediabile.